# Les Liaisons dangereuses (film, 1988)
Pour les articles homonymes, voir Liaisons dangereuses (homonymie).
Pour plus de détails, voir Fiche technique et Distribution.
Les Liaisons dangereuses (Dangerous Liaisons) est un drame américano-britannique réalisé par Stephen Frears, sorti en 1988.
Il s'agit d'une adaptation de la pièce de Christopher Hampton (1985), elle-même adaptée du célèbre roman épistolaire Les Liaisons dangereuses de Pierre Choderlos de Laclos (1782). Il remporte trois Oscars, notamment celui du meilleur scénario adapté pour Christopher Hampton.

## Synopsis
La marquise de Merteuil demande à son ancien amant, le vicomte de Valmont, de séduire la très jeune fille de sa cousine, Mme de Volanges. Elle veut ainsi se venger d'un autre ancien amant à qui on a promis en mariage la jeune Cécile de Volanges. Au début, Valmont refuse cette proposition : celle qu'il choisit de séduire est la prude Mme de Tourvel qui séjourne chez la tante du vicomte, pendant que son mari préside un procès en Bourgogne.
Ayant découvert que Mme de Volanges a écrit en secret à Mme de Tourvel pour la prévenir de la fourberie du vicomte, celui-ci se ravise et décide de suivre le projet de la marquise de Merteuil. Il profite du fait que la jeune Cécile est éprise de son maître de musique, le chevalier Danceny, qui, aux yeux de sa mère, n'a pas les qualités requises pour devenir son époux.
Chez sa tante, Valmont séduit facilement Cécile qui devient enceinte de ses œuvres, mais une fausse couche évite le scandale. Valmont, pendant ce temps, revient auprès de la femme qu'il convoitait principalement, Mme de Tourvel, qui finit par céder à ses avances infatigables.
Contre ses attentes, l'amour qu'il voue à Mme de Tourvel le fait trembler jusqu'au plus profond de lui-même. Trop tard pour lui cependant pour s'arrêter et d'autres tombent dans le sombre tourbillon des plans diaboliques que Mme de Merteuil et lui avaient mis au point.
Mme de Merteuil avait promis au vicomte une nuit avec elle s'il réussissait. Malgré tout, elle lui refuse sa récompense à moins qu'il ne rompe complètement avec Mme de Tourvel, au risque de gâcher sa réputation de débauché. Valmont accepte cette exigence et abandonne Mme de Tourvel qui en tombe mortellement malade.
Valmont retourne auprès de Mme de Merteuil, qui en attendant a pris comme amant le chevalier Danceny, et exige d'elle qu'elle honore immédiatement sa promesse. Ce que la marquise refuse et déclare qu'entre lui et elle, ça sera désormais « la guerre ».
La marquise révèle à Danceny que Valmont a séduit Cécile. Danceny le provoque en duel et Valmont, qui meurt d'amour, lâche son épée et se laisse tuer par Danceny. Avant de mourir, il demande à Danceny de rendre visite à Mme de Tourvel et de l'assurer de son amour, et il lui remet une collection de lettres de Merteuil.
Après avoir entendu le message de Valmont de la bouche de Danceny, Mme de Tourvel meurt. Peu après, à la suite de la mort de Valmont, la marquise de Merteuil sombre dans la douleur et la folie. De son côté, Danceny, à la demande de Valmont, publie les lettres de Mme de Merteuil, ce qui vaudra à cette dernière d'être huée et humiliée par l'assistance lors d'une soirée à l'opéra.
Le film et la pièce de théâtre changent la fin originale du roman, dans laquelle Mme de Merteuil reste seule pour toujours, défigurée par sa maladie. On peut noter que la sombre destinée de Cécile ou du chevalier Danceny n'est pas évoquée ici. À noter également que le comte de Gercourt, futur époux de Cécile de Volanges, devient Monsieur de Bastide dans le film, certains acteurs ayant du mal à prononcer son nom original. De plus, bien que son nom soit mentionné dans le film, le personnage en est totalement absent.

## Fiche technique
- Titre francophone : Les Liaisons dangereuses
- Titre original : Dangerous Liaisons
- Réalisation : Stephen Frears
- Scénario : Christopher Hampton, adapté du roman homonyme de Laclos et de la pièce de théâtre de Hampton, elle aussi adaptée du roman de Laclos
- Musique : George Fenton
- Photographie : Philippe Rousselot
- Montage : Mick Audsley
- Décors : Stuart Craig
- Costumes : James Acheson
- Sociétés de production : Lorimar Film Entertainment, NFH Productions, Warner Bros. Pictures
- Société de distribution : Warner Bros. Entertainment (France et États-Unis)
- Budget : 14 millions de dollars[2]
- Pays d'origine :  États-Unis,  Royaume-Uni
- Langue originale : anglais
- Format : couleur - 35 mm - 1.85:1
- Durée : 119 minutes
- Genre : drame historique
- Dates de sortie :
  - États-Unis : 21 décembre 1988
  - Royaume-Uni : 10 mars 1989
  - France : 22 mars 1989

## Distribution
- Glenn Close (VF : Évelyne Séléna) : la marquise de Merteuil
- John Malkovich (VF : Luq Hamet) : le vicomte de Valmont
- Michelle Pfeiffer (VF : Emmanuèle Bondeville) : Mme de Tourvel
- Swoosie Kurtz (VF : Béatrice Delfe) : Mme de Volanges
- Keanu Reeves (VF : Éric Legrand) : le chevalier Danceny
- Uma Thurman (VF : Isabelle Ganz) : Cécile de Volanges
- Mildred Natwick (VF : Jacqueline Porel) : Mme de Rosemonde
- Peter Capaldi : Azolan
- Joe Sheridan : Georges
- Valerie Gogan : Julie
- Laura Benson (VF : Sylvie Feit) : Émilie
- Joanna Pavlis : Adèle

## Production

### Lieux de tournage
- Château de Maisons-Laffitte (Yvelines)[3] : demeure de Mme de Rosemonde ; duel entre Valmont et Danceny
- Hôtel de Sully (Paris, 4e arrondissement)[4],[5] : hôtel de Mme de Merteuil
- Château de Champs-sur-Marne (Seine-et-Marne)[6],[3] : intérieurs ; jardins
- Château de Neuville (Yvelines)[3] : demeure du vicomte de Valmont
- Château du Saussay (Essonne)[3] : intérieurs
- Abbaye royale du Moncel (Oise) : couvent de Cécile de Volanges ; agonie de Mme de Tourvel
- Théâtre Montansier (Versailles, Yvelines) : scènes de l'opéra
- Château de Vincennes (Val-de-Marne)[3] : extérieurs
- Château de Guermantes (Seine-et-Marne)[3]
- Château de Lésigny (Seine-et-Marne)[3]

## Accueil
Le film a connu un succès commercial, rapportant environ 34 670 000 $ au box-office en Amérique du Nord pour un budget de 14 000 000 $. En France, il a réalisé 1 695 208 entrées.
Il a reçu un accueil critique très favorable, recueillant 93 % de critiques positives, avec une note moyenne de 7,7 sur 10 qui tient compte de 27 critiques collectées, sur le site agrégateur de critiques Rotten Tomatoes.

## Distinctions

### Récompenses
- 61e cérémonie des Oscars : meilleur scénario adapté, meilleurs décors, meilleurs costumes
- 43e cérémonie des British Academy Film Awards : meilleure actrice dans un second rôle (Michelle Pfeiffer), meilleur scénario adapté
- 15e cérémonie des César : meilleur film étranger
- Prix Joseph Plateau 1989 : meilleur film étranger
- Prix Sant Jordi du cinéma 1990 : meilleur film étranger, meilleur acteur étranger (John Malkovich)
- Bodil 1990 : meilleur film non-européen
- Fotogramas de Plata 1990 : meilleur film étranger

### Nominations
- 61e cérémonie des Oscars : meilleur film, meilleure actrice (Glenn Close), meilleure actrice dans un second rôle (Michelle Pfeiffer), meilleure musique
- 43e cérémonie des British Academy Film Awards : meilleure actrice (Glenn Close), meilleure réalisation, meilleure photographie, meilleurs décors, meilleurs costumes, meilleur montage, meilleure musique, meilleur maquillage